# Talensi-Nabdam
Le district de Talensi-Nabdam  (officiellement Talensi-Nabdam District, en Anglais) est l’un des 9 districts de la Région du Haut Ghana oriental au Ghana.

## Villes et villages du district
| - Tongo - Duusi - Winkogo-Awaaradone - Kongo | - Pwalugu - Sheaga - Shiega Gbane - Pelungu | - Tongo Wakii - Gororo Yikpemeri - Tongo Beo |

## Sources
- GhanaDistricts.com